# Larry Peerce
Pour les articles homonymes, voir Peerce.
Larry Peerce est un réalisateur américain né le 19 avril 1930 dans le Bronx, à New York.

## Filmographie
- 1964 : Le Procès de Julie Richards
- 1966 : The Big T.N.T. Show
- 1967 : The Mystery of the Chinese Junk
- 1967 : Dick Tracy (TV)
- 1967 : L'Incident (The Incident)
- 1969 : Goodbye Columbus (Goodbye, Columbus)
- 1971 : The Sporting Club
- 1972 :  A Separate Peace (en)
- 1973 : Les Noces de cendre (Ash Wednesday)
- 1974 : The Stranger Who Looks Like Me (en) (TV)
- 1975 : Un jour, une vie (The Other Side of the Mountain)
- 1976 : Un tueur dans la foule (Two-Minute Warning)
- 1978 : The Other Side of the Mountain Part II
- 1979 : The Bell Jar (en)
- 1980 : Why Would I Lie?
- 1982 : Love Child
- 1983 : I Take These Men (TV)
- 1984 : That Was Rock (vidéo)
- 1984 : Rock Star (Hard to Hold)
- 1985 : Plus fort la vie (Love Lives On) (TV)
- 1986 : Le Cinquième Missile (The Fifth Missile) (TV)
- 1987 : Prison for Children (TV)
- 1987 : Queenie (TV)
- 1988 : Elvis and Me (TV)
- 1989 : The Neon Empire (TV)
- 1989 : Wired
- 1990 : The Court-Martial of Jackie Robinson (TV)
- 1990 : Menu for Murder (TV)
- 1991 : A Woman Named Jackie (feuilleton TV)
- 1992 : L'Enfant de la colère (Child of Rage) (TV)
- 1993 : Un meurtre si doux (Poisoned by Love: The Kern County Murders) (TV)
- 1994 : Nord et Sud 3 (Heaven & Hell: North & South, Book III) (feuilleton TV)
- 1994 : A Burning Passion: The Margaret Mitchell Story (TV)
- 1995 : Mensonge et Trahison (An Element of Truth) (TV)
- 1996 : The Abduction (TV)
- 1996 : Tous les jours Noël (Christmas Every Day) (TV)
- 1997 : Les Flèches de l'amour (Love-Struck) (TV)
- 1999 : L'Amour par accident (A Secret Life) (TV)
- 1999 : Par miracle (Holy Joe) (TV)
- 1999 : Abus de confiance (The Test of Love) (TV)
- 2001 : Nouvelle lune de miel (Second Honeymoon) (TV)

## Distinction
- Sélection à la Mostra de Venise 1972 pour A Separate Peace (en)[1]